# Sungai Lekop (Sagulung)
Sungai Lekop is een bestuurslaag in het regentschap Batam van de provincie Riau-archipel, Indonesië. Sungai Lekop telt 13.667 inwoners (volkstelling 2010).